# Олтон (тауншип, Миннесота)
О́лтон (англ. Alton) — тауншип в округе Уосика штата Миннесота (США). На 2000 год его население составляло 645 человек.

## География
По данным Бюро переписи населения США площадь тауншипа составляет 93,8 км², из которых 90,3 км² занимает суша, а 3,5 км² — вода (3,78 %).

## Демография
По данным переписи населения 2000 года здесь находились 645 человек, 173 домохозяйства и 130 семей.  Плотность населения —  7,1 чел./км².  На территории тауншипа расположено 178 построек со средней плотностью 2,0 построек на один квадратный километр. Расовый состав населения: 89,77 % белых, 7,75 % афроамериканцев, 1,55 % коренных американцев, 0,47 % азиатов и 0,47 % приходится на две или более других рас. Испанцы или латиноамериканцы любой расы составляли 1,71 % от популяции тауншипа.
Из 173 домохозяйств в 37,6 % воспитывались дети до 18 лет, в 69,4 % проживали супружеские пары, в 1,7 % проживали незамужние женщины и в 24,3 % домохозяйств проживали несемейные люди. 21,4 % домохозяйств состояли из одного человека, при том 9,8 % из — одиноких пожилых людей старше 65 лет. Средний размер домохозяйства — 2,72, а семьи — 3,18 человека.
22,0 % населения — младше 18 лет, 8,4 % — в возрасте от 18 до 24 лет, 37,8 % — от 25 до 44, 21,1 % — от 45 до 64, и 10,7 % — старше 65 лет. Средний возраст — 37 лет. На каждые 100 женщин приходилось 180,4 мужчин.  На каждые 100 женщин старше 18 приходилось 233,1 мужчин.
Средний годовой доход домохозяйства составлял 42 500 долларов, а средний годовой доход семьи —  50 625 долларов. Средний доход мужчин —  22 500  долларов, в то время как у женщин — 22 361. Доход на душу населения составил 15 413 долларов. За чертой бедности находились 4,8 % семей и 5,9 % всего населения тауншипа, из которых 7,0 % младше 18 и 5,6 % старше 65 лет.